# دوار آيلة (بني ونجل)
دوار آيلة هو دُوَّار يقع بجماعة بني ونجل تافراوت، إقليم تاونات، جهة فاس مكناس في المملكة المغربية. ينتمي الدوّار لمشيخة بني ونجل التي تضم 8 دواوير. يقدر عدد سكانه بـ 1201 نسمة حسب الإحصاء الرسمي للسكان والسكنى لسنة 2004. وهو الدوار الذي ولد فيه سيدي مصطفى بن عبد العزيز الصخيرة.

## روابط خارجية
- البوابة الوطنية للجماعات الترابية نسخة محفوظة 12 مارس 2018 على موقع واي باك مشين.
- المندوبية السامية للتخطيط